# Debra Baptist-Estrada
Debra Baptist-Estrada és una funcionària del departament d'Immigració i Nacionalitat de Belize des del 1996. El 2015 va col·laborar amb soldats americans per ajudar a aturar el contraban de persones i fàrmacs als Estats Units i Europa. Va ser traslladada a la frontera del nord de Belize el 2016, i allà va aplicar les lleis d'immigració que durant molt de temps s'havien deixat d'executar. El 2016 va rebre el Premi Internacional Dona Coratge.